# Slimbridge
Slimbridge – wieś w Anglii, w hrabstwie Gloucestershire. Leży 18 km na południowy zachód od miasta Gloucester i 158 km na zachód od Londynu.